# Cymbidium faberi
Cymbidium faberi är en orkidéart som beskrevs av Robert Allen Rolfe. Cymbidium faberi ingår i släktet Cymbidium, och familjen orkidéer. Inga underarter finns listade i Catalogue of Life.